# David Paul Olsen
David Paul Olsen (Moline, 2 januari 1976) is een Amerikaans stuntman, acteur en oud-Navy SEAL.

## Biografie
Olsen werd op 2 januari 1976 geboren in Moline in de Amerikaanse staat Illinois. Hij is de oudere broer van acteur Eric Christian Olsen.
David begon in 2006 als stuntman. Zijn eerste werk was voor de tv-film Deceit. Zijn broer Eric speelt sinds 2010 de rol van Marty Deeks in de tv-serie NCIS: Los Angeles. David werd gelijktijdig aangenomen als stuntman in deze serie waarvoor hij ook werkt als stunt double van zijn broer. In 2009 had Olsen zijn eerste acteerrol, als lid van een Strike Force in Transformers: Revenge of the Fallen. In 2014 speelde hij in twee afleveringen van The Last Ship.

## Privéleven
Olsen is getrouwd met actrice Daniela Ruah. Ze leerden elkaar kennen op de set van NCIS: Los Angeles waar Ruah de vrouw van zijn broer speelt. Het stel heeft twee kinderen.